# Semele
Semele (Σεμέλη) este un personaj din mitologia greacă, fiica regelui teban Cadmus și a Harmoniei și mama lui Dionysos. A fost iubită de către Zeus, cu care a avut un fiu, pe Dionis. Trezind gelozia Herei, Semele a fost sfătuită în mod perfid de către aceasta să-i ceară lui Zeus să i se înfățișeze în toată splendoarea sa zeiască. Stăpânul zeilor i-a îndeplinit ruga dar, la vederea lui, Semele a căzut fulgerată și a murit. Dionis a fost salvat din pântecul Semelei de către Zeus și ținut în coapsa sa pînă a crescut destul (de unde expresia romană "născut din coapsa lui Jovis"). Mai târziu Dionis a luat din Infern pe Semele și a dus-o în Olimp.